# Collegio uninominale Lombardia 2 - 01 (2020)
Il collegio elettorale uninominale Lombardia 2 - 01 è un collegio elettorale uninominale della Repubblica Italiana per l'elezione della Camera dei deputati.

## Territorio
Come previsto dalla legge n. 51 del 27 maggio 2019, il collegio è stato definito tramite decreto legislativo all'interno della circoscrizione Lombardia 2.
È formato dal territorio di 101 comuni della provincia di Varese: Agra, Angera, Arcisate, Azzate, Azzio, Barasso, Bardello con Malgesso e Bregano, Bedero Valcuvia, Besano, Besozzo, Biandronno, Bisuschio, Bodio Lomnago, Brebbia, Brenta, Brezzo di Bedero, Brinzio, Brissago-Valtravaglia, Brunello, Brusimpiano, Buguggiate, Cadegliano-Viconago, Cadrezzate con Osmate, Cantello, Caravate, Caronno Varesino, Casale Litta, Casalzuigno, Casciago, Cassano Valcuvia, Castello Cabiaglio, Castelseprio, Castelveccana, Castiglione Olona, Castronno, Cazzago Brabbia, Cittiglio, Clivio, Cocquio-Trevisago, Comabbio, Comerio, Cremenaga, Crosio della Valle, Cuasso al Monte, Cugliate-Fabiasco, Cunardo, Curiglia con Monteviasco, Cuveglio, Cuvio, Daverio, Dumenza, Duno, Ferrera di Varese, Galliate Lombardo, Gavirate, Gazzada Schianno, Gemonio, Germignaga, Gornate-Olona, Grantola, Inarzo, Induno Olona, Ispra, Lavena Ponte Tresa, Laveno-Mombello, Leggiuno, Lonate Ceppino, Lozza, Luino, Luvinate, Maccagno con Pino e Veddasca, Malnate, Marchirolo, Marzio, Masciago Primo, Mesenzana, Montegrino Valtravaglia, Monvalle, Morazzone, Mornago, Orino, Porto Ceresio, Porto Valtravaglia, Rancio Valcuvia, Ranco, Saltrio, Sangiano, Taino, Ternate, Tradate, Travedona-Monate, Tronzano Lago Maggiore, Valganna, Varano Borghi, Varese, Vedano Olona, Venegono Inferiore, Venegono Superiore e Viggiù.
Il collegio è parte del collegio plurinominale Lombardia 2 - 01.

## Eletti
| Elezione | Elezione | Deputato         | Partito           |
| -------- | -------- | ---------------- | ----------------- |
|          | 2022     | Andrea Pellicini | Fratelli d'Italia |

## Dati elettorali

### XIX legislatura
Come previsto dalla legge elettorale, 147 deputati sono eletti con sistema a maggioranza relativa in altrettanti collegi uninominali a turno unico.
| Candidati                                 | Candidati                  | Voti    | %     | Liste                          | Voti    | %     |
| ----------------------------------------- | -------------------------- | ------- | ----- | ------------------------------ | ------- | ----- |
|                                           | Andrea Pellicini ✔️ Eletto | 110 814 | 54,00 | Fratelli d'Italia              | 61 114  | 29,78 |
| Lega per Salvini Premier                  | Andrea Pellicini ✔️ Eletto | 110 814 | 54,00 | 30 801                         | 15,01   |       |
| Forza Italia                              | Andrea Pellicini ✔️ Eletto | 110 814 | 54,00 | 16 166                         | 7,88    |       |
| Noi moderati/Lupi - Toti - Brugnaro - UDC | Andrea Pellicini ✔️ Eletto | 110 814 | 54,00 | 2 733                          | 1,33    |       |
|                                           | Matteo Capriolo            | 48 406  | 23,59 | Partito Democratico-IDP        | 33 141  | 16,15 |
| +Europa                                   | Matteo Capriolo            | 48 406  | 23,59 | 7 259                          | 3,54    |       |
| Alleanza Verdi e Sinistra                 | Matteo Capriolo            | 48 406  | 23,59 | 7 051                          | 3,44    |       |
| Impegno Civico - Centro Democratico       | Matteo Capriolo            | 48 406  | 23,59 | 955                            | 0,47    |       |
|                                           | Guido Bonoldi              | 19 846  | 9,67  | Azione - Italia Viva - Calenda | 19 846  | 9,67  |
|                                           | Antonio Ferrara            | 15 136  | 7,38  | Movimento 5 Stelle             | 15 136  | 7,38  |
|                                           | Orietta Chiaravalli        | 4 649   | 2,27  | Italexit                       | 4 649   | 2,27  |
|                                           | Giampiero Marano           | 2 529   | 1,23  | Italia Sovrana e Popolare      | 2 529   | 1,23  |
|                                           | Giuseppe Musolino          | 1 809   | 0,88  | Unione Popolare                | 1 809   | 0,88  |
|                                           | Phoebe Carrara             | 1 656   | 0,81  | Vita                           | 1 656   | 0,81  |
|                                           | Jacopo Gervasini           | 375     | 0,18  | Noi di Centro – Europeisti     | 375     | 0,18  |
| Totale                                    | Totale                     | 205 220 | 100   |                                | 205 220 | 100   |
|                                           |                            |         |       |                                |         |       |
| Schede bianche                            | Schede bianche             | 2 760   | 1,29  |                                |         |       |
| Schede nulle                              | Schede nulle               | 5 959   | 2,79  |                                |         |       |
| Votanti                                   | Votanti                    | 213 939 | 66,52 |                                |         |       |
| Elettori                                  | Elettori                   | 321 600 |       |                                |         |       |